# Frej Ben Messaoud
Frej Ben Messaoud, né le 5 février 1916 à Métouia et décédé le 18 novembre 2008, est un nageur et poloiste tunisien.

## Biographie
Il vit jusqu'à l'âge de cinq ans à Métouia. Mordu par un chien errant, on lui prescrit des soins à l'Institut Pasteur de Tunis, le conduisant à s'installer dans le quartier tunisois de Bab El Khadra. Nageant à La Goulette, il est repéré par les dirigeants de l'Oriental et devient nageur, poloiste mais aussi athlète voire footballeur, successivement au l'Étoile sportive goulettoise, au Stade tunisien et au Club africain. Durant sa carrière, il est sélectionné pour participer à des meetings en France. Spécialiste de la brasse, il constitue un adversaire pour Zizi Taïeb, dont il bat le record du 200 mètres brasse le 26 septembre 1953.
Devenu entraîneur, il forme des nageurs comme Ali Gharbi, Myriam Mizouni, Senda Gharbi, Dalila Berriche et Faten Ghattas.
Il meurt le 18 novembre 2008 à l'âge de 92 ans.
Frej Ben Messaoud est le père de quatre garçons et une fille.

## Palmarès
- Plusieurs fois champion de Tunisie (junior puis senior) du 200 mètres brasse ;
- Champion d'Afrique du Nord du 200 mètres brasse en 1939 ;
- Quatre fois champion de Tunisie de water polo (trois fois avec l'Association sportive française et une fois avec l'Étoile sportive goulettoise).

## Clubs
- 1933-1948 : Étoile sportive goulettoise
- 1949-1952 : Jeunesse sportive goulettoise
- 1953-1956 : Association sportive française
- 1957-1961 : Étoile sportive goulettoise
- 1962-1964 : Stade tunisien
- 1965-1967 : Club africain